# 11. pařížský obvod
11. pařížský obvod (francouzsky: 11e arrondissement de Paris) též nazývaný obvod Popincourt (Arrondissement de Popincourt) je městský obvod v Paříži. Je nejhustěji obydleným obvodem v Paříži.

## Poloha
11. obvod leží na pravém břehu Seiny. Na jihu hraničí s 12. obvodem (jejich hranici tvoří ulice Rue du Faubourg-Saint-Antoine mezi Place de la Bastille a Place de la Nation), na západě jej oddělují od 4. obvodu Boulevard Beaumarchais a od 3. obvodu Boulevard des Filles-du-Calvaire a Boulevard du Temple, na severu tvoří hranici s 10. obvodem ulice Rue du Faubourg-du-Temple a na východě sousedí s 20. obvodem (Boulevard de Charonne, Boulevard de Ménilmontant a Boulevard de Belleville).

## Demografie
V roce 2006 v obvodu žilo 152 436 obyvatel a hustota zalidnění činila 41 536 obyvatel na km2, což jej činí nejhustěji osídleným územím v Paříži a jedním z nejvyšších v Evropě. V roce 1999 zde žilo 149 102, tedy 6,8% pařížské populace.

## Politika a správa
Radnice 11. obvodu se nachází na náměstí Place Léon Blum č. 12. Současným starostou je od roku 2008 Patrick Bloche za Socialistickou stranu.

## Městské čtvrti
Tento obvod se dělí na následující administrativní celky:
- Quartier de la Folie-Méricourt
- Quartier Saint-Ambroise
- Quartier de la Roquette
- Quartier Sainte-Marguerite

Podle oficiálního číslování pařížských městských čtvrtí mají tyto čtvrtě čísla 41-44.

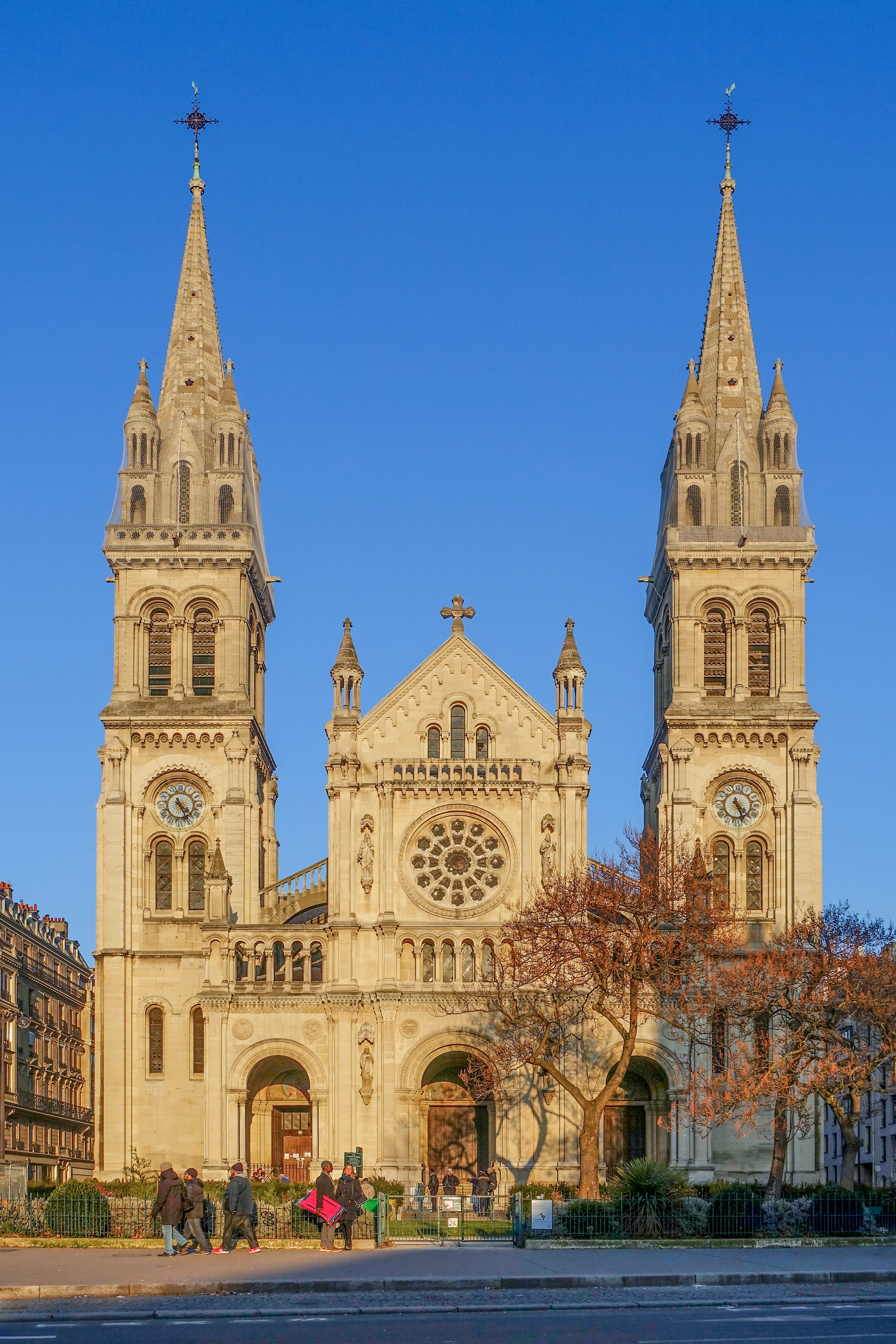

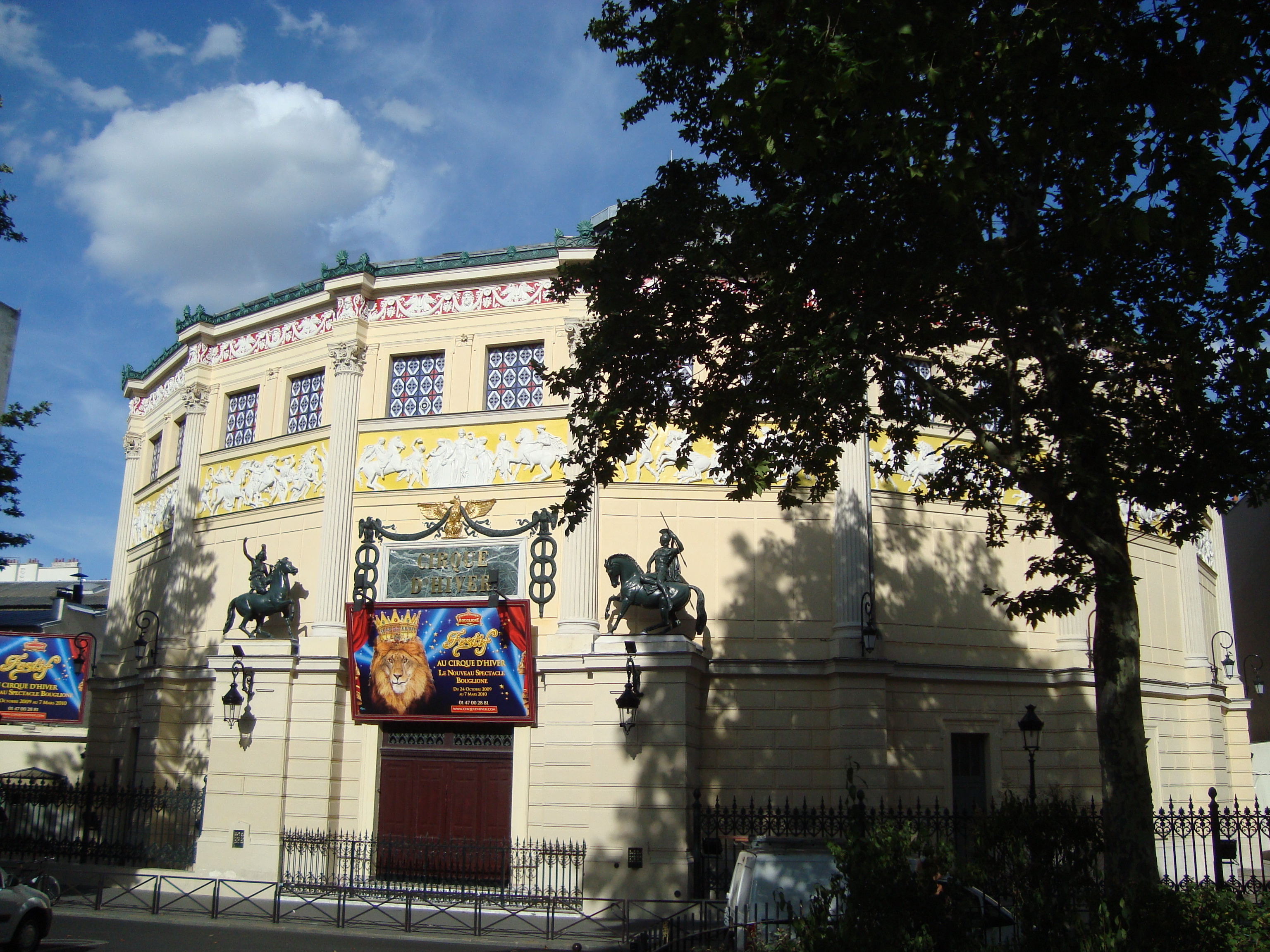

## Pamětihodnosti
Církevní stavby
- Kostel svatého Ambrože
- Kostel svaté Markéty
- Kostel Panny Marie Nadějné
- Bazilika Panny Marie Věčné pomoci – novogotický kostel z roku 1898
- Synagoga Dona Isaaca Abravanela (nazývaná též Synagogue de la Roquette)

Ostatní památky
- Canal Saint-Martin – v podzemí
- Colonne de Juillet
- Cirque d'hiver – zimní cirkus

Muzea a kulturní instituce
- Musée Édith Piaf

Zajímavá prostranství
- Place de la République
- Place de la Bastille
- Place de la Nation

## 11. obvod v kultuře
Ve filmu Paříži, miluji tě je 11. obvodu věnována sedmá povídka Bastille, kterou režírovala Isabel Coixet.